# 프루잇 테일러 빈스
프루잇 테일러 빈스(Pruitt Taylor Vince, 1960년 7월 5일 ~ )는 영화와 텔레비전에서 많은 출연을 한 미국의 캐릭터 배우이다.

## 생애

### 개인 삶
빈스는 루이지애나, 배턴루지에서 태어났다. 그는 루이지애나 주립 대학교에 다녔고실수 때문에 배우 활동을 시작했다. 그의 고등학교 등록에 있어 컴퓨터 에러가 빈스가 결코 떠날 수 없었던 주제인, 연기 수업에 그를 배정시켰다.
이혼한, 빈스는 줄리앤 매털리그 (Julianne Mattelig)와 2003년에 재혼하였다.
그는 본의 아니게 한 개인의 눈을 움직이게 하는 안구 진탕증 (nystagmus)을 가지고 있다.

### 경력
빈스는 짐 자머시의 영화 《다운 바이 로》로 데뷔하였지만 그의 장면은 편집실에서 끝이 났다. 그는 《미시시피 버닝》에서 우둔한 쿠 클럭스 클랜 멤버, 《JFK》에서 〈리 보우어즈〉, 《노스바스의 추억》에서 주인공의 가장 친한 친구를 포함하는, 주요한 영화의 다수에서 두드러진 조역을 했었다. 그는 또한 주세페 토르나토레의 《피아니스트의 전설》에서 팀 로스 옆에서 주역을 했다. 그는 제임스 맨골드의 독립 영화 《Heavy》에서 그의 최초의 주연을 하면서, 웨이트리스 (리브 타일러)에 반하여 숨겨주는 상냥하고, 조용한 과체중의 요리사를 연기했다.
빈스는 《뷰티풀 걸》에서 매력적인 작은 선술집 주인, (맨골드 감독과의 두 번째 협작)《아이덴티티》에서 해리성정체장애를 가진 연쇄 살인범, 《너스 베티》에서 거드름 피우는 군보안관 같은, 종종 영웅과 사악한 캐릭터 둘 다의 역할을 번갈아 한다. 그는 또한 《Love from Ground Zero》에서 월터로서 볼 수 있다. 빈스는 또한 《엔젤 하트》, 올리버 스톤의 《올리버 스톤의 킬러》에서 남부 경찰 역할을 했다.
빈스는 텔레비전 시리즈 《Murder One》의 두 번째 시즌 동안 그의 역할 연쇄 살인자 〈클리포트 뱅크스〉로서 눈에 띄는 게스트 배우로 1997년에 에미상을 받았다. 더욱 최근에 그는 영화 《콘스탄틴》에 출연했다. 다른 영화 타이틀은 네오-느와르 《China Moon》, 심리학적인 공포 (psychological horror) 영화 《야곱의 사다리》를 포함한다.
TV 에 게스트 출연은 《데드우드》, 《앨리어스》, 《엑스파일》, 《마이애미 바이스》, 《Quatum Leap》, 《시카고 메디컬》, 《CSI 과학수사대》, 《하이랜더:시리즈》, 《Touching Evil》의 미국 리메이크 판을 포함한다. 그는 또한 Fox의 의학 드라마 《하우스》에서 600-lb. 환자를 연기하는 게스트 역할을 했었다.

## 출연 작품
- 콘스탄틴 - 헤네시 신부 역
- 아이덴티티
- 시몬
- 피아니스트의 전설
- 트랩트
- 콜드 하트